# NGC 884
NGC 884 (również χ Persei lub OCL 353) – gromada otwarta znajdująca się w gwiazdozbiorze Perseusza.

Położenie w gwiazdozbiorze

Była znana w czasach prehistorycznych; jako pierwszy odnotował jej istnienie Hipparchos w roku 130 p.n.e. Jest położona w odległości ok. 9,6 tys. lat świetlnych od Słońca. Gromada NGC 884 wraz z inną gromadą otwartą NGC 869 należy do Podwójnej gromady Perseusza.